# その後で殺したい
「その後で殺したい」（そのあとでころしたい）は、SHOW-YAの4枚目のシングル。1987年1月22日に東芝EMI/EASTWORLDから発売された。

## 内容
SHOW-YA初のセルフプロデュース。作詞：秋元康、作曲：筒美京平、編曲：松下誠の布陣で制作。松下はアルバム『Glamour』まで編曲を担う。寺田恵子名義のアルバム『INVISIBLE』でも編曲を担った。

## 収録曲
全曲作詞：秋元康　作曲：筒美京平　編曲：松下誠
1. その後で殺したい
2. 夜が来るまで眠りたい